# Веттергрунд, Юсефина
Юсефина Леонтина Аманда Веттергрунд (швед. Josefina Leontina Amanda Wettergrund; 2 сентября 1830, Роннебю — 8 марта 1903, Стокгольм) — шведская писательница и поэтесса.

## Биография и творчество
Юсефина Веттергрунд родилась в 1830 году в Сконе. Её отцом был Карл Густаф Кьелльберг, таможенный инспектор, а матерью — Ульрика Лундберг, учительница. В браке они не состояли, и Юсефина воспитывалась матерью. Она посещала школу в Карлсхамне, много читала и уже в школьные годы начала писать рассказы и стихи. Особое влияние на неё оказал поэт Вильгельм фон Браун: прочтя несколько стихотворений начинающей поэтессы, он посоветовал ей продолжать писать.
На протяжении нескольких лет Юсефина работала гувернанткой, после чего открыла школу для девочек в Роннебю, которой руководила до 1857 года. Затем она вышла замуж за Вильгельма Веттергрунда, телеграфиста. Супруги вначале поселились в Истаде, а потом переехали в Кальмар. Впоследствии у них родилось двое детей. В 1866 году семья переехала в Стокгольм, где Юсефина Веттергрунд сотрудничала с газетой Aftonbladet, а также основала иллюстрированный еженедельный журнал «Svalan. Illustrerad veckotidning för familjekretsar».
Первое своё литературное произведение — «Småbitar på vers och prosa» — она опубликовала в 1858 году под псевдонимом Леа, который затем использовала на протяжении всей своей карьеры. Предисловие к изданию написал Вильгельм фон Браун. За последующие десять лет она издала ещё четыре книги в той же серии, а также ряд других сборников поэзии и прозы.
Юсефина Веттергрунд умерла в 1903 году и была похоронена на Северном кладбище в Стокгольме.